# Nordsee B-1
Nordsee B-1 was de eerste gasput op de Noordzee. Op 20 mei 1964 werd hier Zechstein-gas aangeboord door de jack-up Mr. Louie van Reading & Bates voor het Deutsches Nordsee-Konsortium, een consortium van onder meer Mobil en Wintershall. Met 90% stikstof bleek dit een niet-commerciële put.
Tijdens het boren vond een blow-out plaats, waarna de preventieafsluiter gesloten werd. Na acht kwam het gas echter via andere wegen naar boven en moest de Mr. Louie de locatie verlaten doordat de zeebodem onstabiel werd.
Brown & Root-Heerema werd ingeschakeld om de blow-out te dichten en schakelde Red Adair in. Het ponton Tak 7 werd bij de RDM omgebouwd om het hiervoor geschikt te maken en werd uitgerust met speciale apparatuur en boorvloeistof om de put te dichten. Uiteindelijk doofde de put uit zichzelf.